# Acantocita
Si definisce acantocita (dal greco akanthos, punta) un globulo rosso dismorfico, ovvero dalla forma anomala. L'anomalia consiste in una superficie dentellata, con una irregolare distribuzione di spicole, di numero e forma variabili.
Tale anomalia è determinata da un difetto di membrana che si osserva nell'abetalipoproteinemia, una rara forma ereditaria a trasmissione autosomica recessiva, nelle epatopatie come la cirrosi alcolica e nell'uremia. Il ritrovamento nel sangue periferico di un numero crescente di queste forme anomale di globulo rosso indicherebbe un peggioramento della prognosi.
Anche l'assunzione di alcuni farmaci può determinare la formazione di acantociti.

## Nefrologia
Nell'esame delle urine il riscontro di acantociti in corso di ematuria indica con ragionevole certezza (specificità del 98-100%) l'origine glomerulare del sanguinamento.
Durante il passaggio attraverso le fenestrature e la membrana basale del glomerulo infatti, la membrana plasmatica dei globuli rossi viene danneggiata, assumendo il caratteristico aspetto spicolato visibile al microscopio ottico a contrasto di fase.

## Nella medicina veterinaria
L'acantocita può essere visto anche in alcuni animali, come il cane, con febbre o con alcune tipologie di sarcomi.